# Thais (film 1911)
Thais (Thaïs) è un cortometraggio muto del 1911 diretto da Louis Feuillade. Prodotto e distribuito dalla Société des Etablissements L. Gaumont, aveva come interprete Luitz-Morat.
 
Il soggetto si basa su Thaïs, romanzo di Anatole France pubblicato a Parigi nel 1890 e ha come protagonisti i personaggi della celebre cortigiana di Alessandria e del monaco Pafnuzio. Nel 1914, negli Stati Uniti, il romanzo verrà adattato per lo schermo con un altro Thaïs, diretto e interpretato da Constance Crawley e Arthur Maude.

## Produzione
Il film fu prodotto dalla Société des Etablissements L. Gaumont.

## Distribuzione
Distribuito dalla Société des Etablissements L. Gaumont, il film - un cortometraggio di 260 metri - uscì nelle sale cinematografiche francesi nel 1911.